# Auhausen
Auhausen è un comune tedesco di 1 088 abitanti, situato nel land della Baviera.